# Jaime Penedo
Jaime Manuel Penedo Cano de popo (Panama-Stad, 26 september 1981) is een Panamees voetballer die als doelman speelt. Hij speelde tussen 2003 en 2018 voor het Panamees voetbalelftal.

## Clubcarrière
Penedo speelde bij Estudiantes, Plaza Amador en Árabe Unido in Panama. Vervolgens had hij een minder succesvolle periode bij Cagliari en keepte hij bij Osasuna B. In 2007 vertrok Penedo naar CSD Municipal. Op 5 augustus 2013 tekende Penedo een contract bij Los Angeles Galaxy. Enkele dagen daarvoor stond hij met het Panamees elftal nog tegenover Los Angeles Galaxy-ster Landon Donovan in de Gold Cup-finale tegen de Verenigde Staten. Op 7 augustus 2013 maakte hij in een vriendschappelijke wedstrijd tegen AC Milan zijn debuut voor LA. Zijn debuut in de Major League Soccer maakte Penedo op 18 augustus 2013 tegen Real Salt Lake. Penedo nam na enkele wedstrijden de basisplek over van zijn meer ervaren collega Carlo Cudicini. In het MLS-seizoen 2014 speelde Penedo 34 wedstrijden; met de club behaalde hij zijn vijfde landstitel in zijn professionele carrière. In 2016 begon Penedo bij het Costa Ricaanse Deportivo Saprissa; datzelfde jaar tekende Penedo nog bij het Roemeense Dinamo Boekarest. Met die club won hij in 2017 de Cupa Ligii. In december 2018 werd zijn contract ontbonden.

## Interlandcarrière
Penedo was een vaste kracht in het nationaal elftal van Panama. Op 29 juni 2003 maakte hij zijn debuut in het Panamees voetbalelftal in een vriendschappelijke interland tegen Cuba (1–0 winst). Een jaar later, op 4 september 2004, speelde Penedo zijn eerste competitieve interland – een wedstrijd in het kwalificatietoernooi voor het wereldkampioenschap voetbal 2006 op en tegen Jamaica (1–2 winst). Zijn eerste interlandtoernooi was de CONCACAF Gold Cup 2005. In de kwartfinale wist Penedo in de strafschoppenserie tegen Zuid-Afrika een strafschop tegen te houden, waardoor Panama naar de halve finale ging. In de finale werd van de Verenigde Staten verloren, eveneens na strafschoppen. In 2009 werd de Copa Centroamericana gewonnen nadat Costa Rica in de finale werd verslagen (5–3 na strafschoppen). Penedo was de vaste doelman van Panama in het kwalificatietoernooi voor het WK 2014: hij speelde zeventien van de twintig duels in het voor Panama onsuccesvolle kwalificatieproces. Penedo speelde 13 september 2014 zijn honderdste interland, een groepswedstrijd op de Copa Centroamericana 2014 tegen El Salvador (1–0). Na Gabriel Gómez is hij de tweede voetballer die honderd interlands heeft gespeeld in het Panamees voetbalelftal.
Penedo werd in juni 2015 door bondscoach Hernán Darío Gómez opgeroepen voor zijn derde deelname aan de CONCACAF Gold Cup. Bij beide voorgaande edities won hij na afloop van de CONCACAF Gold Cup de Golden Glove, een prijs die gegeven wordt aan de beste doelman van het toernooi. Penedo maakte eveneens deel uit van de Panamese selectie, die in 2018 debuteerde bij een WK-eindronde. De ploeg uit Midden-Amerika, als derde geëindigde in de CONCACAF-kwalificatiezone, was ingedeeld in groep G en verloor achtereenvolgens van België (0-3), Engeland (1-6) en Tunesië (1-2). Penedo kam in alle drie de groepswedstrijden in actie voor zijn vaderland. Na het toernooi beëindigde hij zijn interlandloopbaan.

## Erelijst
CSD Municipal
- Liga Nacional de Guatemala: 2009 (Apertura), 2008 en 2010 (Clausura)

LA Galaxy
- MLS Cup: 2014

Dinamo Boekarest
- Cupa Ligii (1): 2016/2017

Panama
- Copa Centroamericana: 2009

Persoonlijk
- Beste speler CONCACAF Gold Cup 2005
- Beste doelman CONCACAF Gold Cup 2013